# Zwój Jozuego

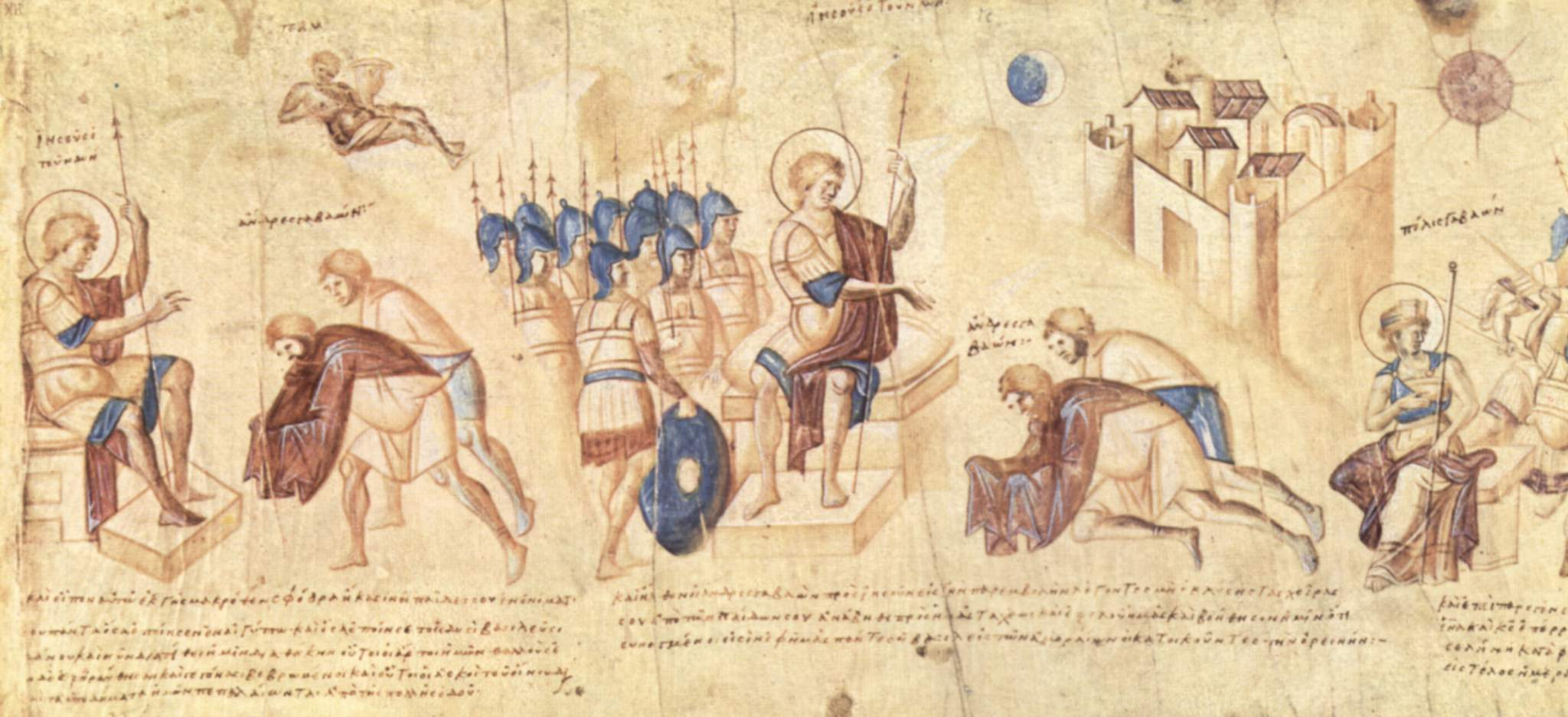
Fragment zwoju

Zwój Jozuego – datowany na X wiek rękopiśmienny pergaminowy zwój, zawierający tekst starotestamentowej Księgi Jozuego według przekładu Septuaginty. Na liście rękopisów Septuaginty według klasyfikacji Alfreda Rahlfsa oznaczony numerem 661.Przechowywany jest w Bibliotece Watykańskiej (sygnatura Vat. Pal. gr. 431).
Dokładna datacja i pochodzenie dokumentu są niepewne. Do XIII wieku zwój znajdował się w Bizancjum, następnie trafił do Italii. Około 1500 roku stanowił część kolekcji Leonico Thomeo w Padwie. W 1571 roku odnotowany jest w zbiorach Ulricha Fuggera w Augsburgu, następnie w 1584 roku trafił do Biblioteki Palatyńskiej w Heidelbergu. W 1623 roku elektor bawarski Maksymilian podarował zwój Bibliotece Watykańskiej.
Zwój składa się z piętnastu kart wysokości od 30 do 31,5 cm i długości od 42 do 89,5 cm. Cały zwój miał pierwotnie długość 10,5 metra, w 1902 roku karty zostały jednak rozdzielone. Zachowany tekst zawiera rozdziały Księgi Jozuego od II do X. Początek i koniec księgi prawdopodobnie zaginęły, ale możliwe też iż zwój nie został nigdy ukończony. Na drugiej stronie zwoju w XIII wieku wpisano kilka różnych tekstów: fragmenty pism Grzegorza z Nazjanzu, Bazylego Wielkiego i Dionizego z Aleksandrii oraz scholia do wybranych partii Starego i Nowego Testamentu.
Forma zwoju nawiązuje do antycznego sposobu wydawania poematów epickich: prawie całą jego przestrzeń zajmują ilustracje przedstawiające kolejne etapy podboju Kanaanu, pod którymi ciągnie się swobodnie pozbawiony ozdobników i niepodzielony na kolumny tekst. Ryciny wykonano jasnymi, przeważnie szarobrunatnymi farbami, bez żywszych akcentów kolorystycznych. Kontury ilustracji wykonano cienkimi pociągnięciami pędzla. Postaci są masywne, tło zaś zapełniają idylliczne wizerunki budowli, kolumn i pagórków.